# Onze Lieve Vrouwe Gasthuis (Amsterdam)

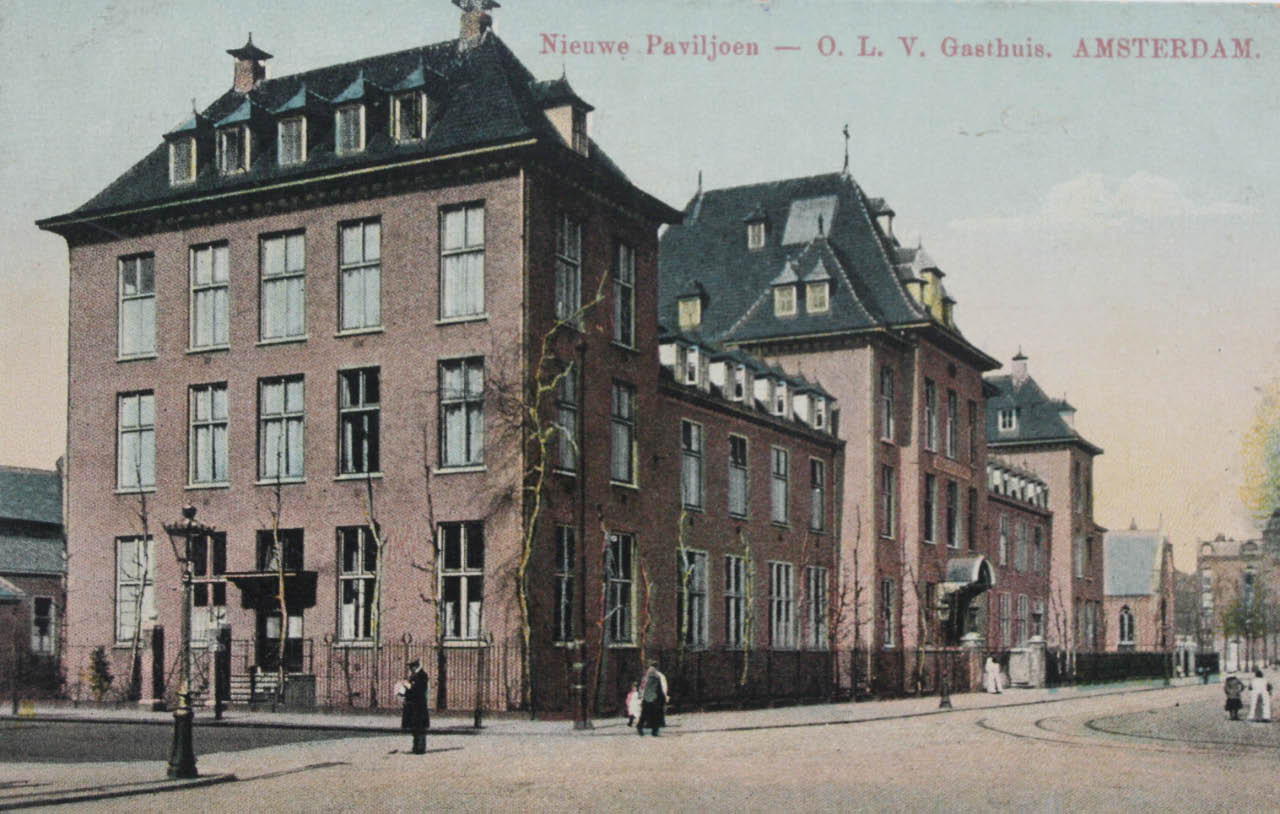
Het Mariapaviljoen van het Onze Lieve Vrouwe Gasthuis aan het Oosterpark; circa 1910.

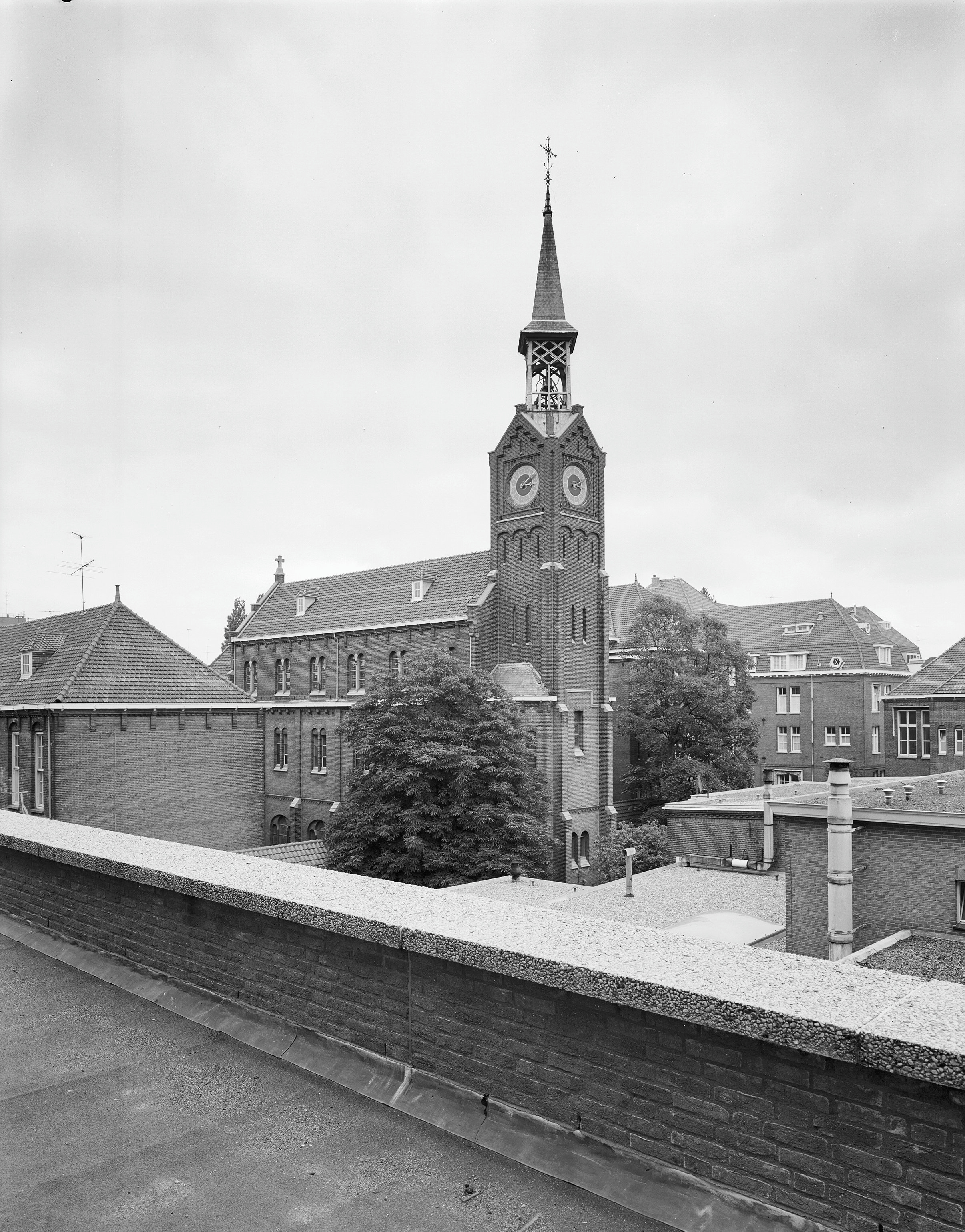
De kapel uit 1898 van het Onze Lieve Vrouwe Gasthuis; 1979.

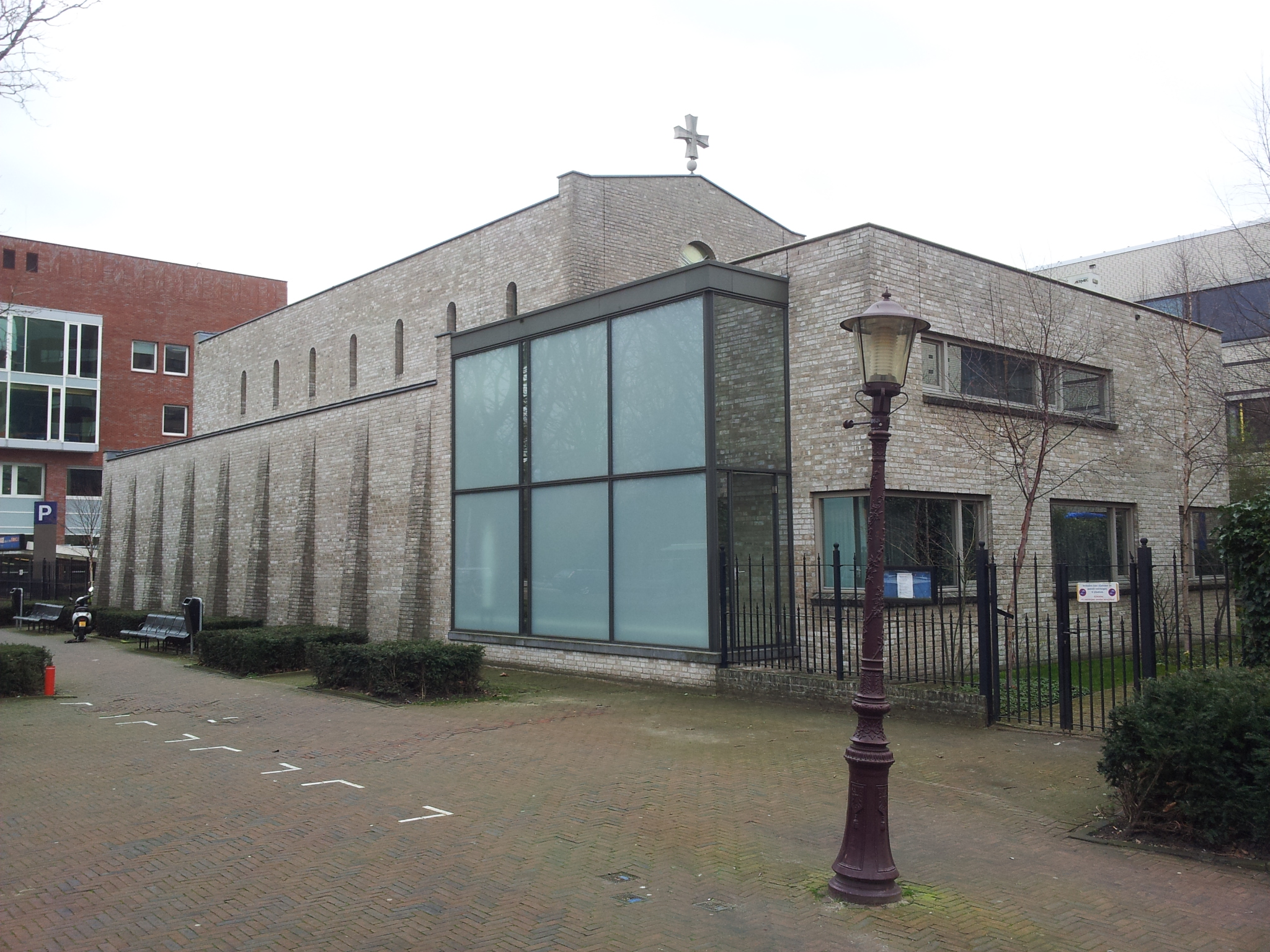
De nieuwe kapel uit 2000.

Onze Lieve Vrouwe Gasthuis was tot 2015 de naam van het huidige OLVG, locatie Oost. Het Onze Lieve Vrouwe Gasthuis in Amsterdam-Oost is opgericht in 1898 door de Zusters Onder de Bogen. Het was tot ver in de twintigste eeuw een rooms-katholiek ziekenhuis. Sinds 1994 maakt ook het protestantse Prinsengrachtziekenhuis deel uit van de organisatie.
Op 1 maart 2013 fuseerde het Onze Lieve Vrouwe Gasthuis in bestuurlijk opzicht met het Sint Lucas Andreas Ziekenhuis in Amsterdam Nieuw-West. De juridische fusie volgde in 2015. De namen van de beide ziekenhuizen bleven hetzelfde en ook de meeste afdelingen bleven in eerste instantie intact. Vanaf 15 oktober 2015 gingen de ziekenhuizen verder onder de gemeenschappelijke naam OLVG. De namen Onze Lieve Vrouwe Gasthuis en Sint Lucas Andreas werden vervangen door OLVG, locatie Oost en OLVG, locatie West.
Het Onze Lieve Vrouwe Gasthuis had in 2010 555 bedden. De hoofdlocatie staat aan het Oosterpark. Er zijn kleine nevenvestigingen in de Spuistraat en op IJburg.

## Zorgaanbod
Het Onze Lieve Vrouwe Gasthuis had als algemeen ziekenhuis de meeste gebruikelijke medische specialismen in huis en heeft een functie bij de opleiding van artsen en verpleegkundigen. Het ziekenhuis heeft als  speerpunten het hartcentrum, een hiv-behandelcentrum, een afdeling intensieve zorg van niveau drie, een afdeling spoedeisende hulp en een orthopedische afdeling.

## Geschiedenis

### Onze Lieve Vrouwe Gasthuis

#### Middeleeuwen
Aan de Nieuwendijk werd rond 1420 een gasthuis gesticht dat verbonden was aan de tegenovergelegen Onze-Lieve-Vrouwekapel. Het Onze-Lieve-Vrouwegasthuis had aanvankelijk twee functies: onderdak bieden aan passanten en reizigers (waaronder in die tijd veel pelgrims), en het verzorgen van zwakken en ouderen. Gaandeweg verschoof de nadruk naar de tweede functie. Na de Alteratie ging het gasthuis rond 1580 op in het Sint-Pietersgasthuis aan de Grimburgwal, de voorloper van het Binnengasthuis.

#### Moderne tijd
Het Onze Lieve Vrouwe Gasthuis werd in 1898 gesticht door de congregatie van de Liefdeszusters van de Heilige Carolus Borromeus uit Maastricht, ook bekend als de Zusters onder de Bogen. Er werd gekozen voor een locatie aan het destijds enkele jaren oude Oosterpark in Amsterdam-Oost. Er waren zeven artsen aan het ziekenhuis verbonden. Tot ver in de twintigste eeuw waren de verpleegkundigen vooral religieuzen in zwart habijt en witte kap. In 1910 werden de eerste leken in dienst genomen als verpleegsters.
Het Onze Lieve Vrouwe Gasthuis bestond naast een kapel en hoofdgebouw uit enkele bijgebouwen, zoals het Mariapaviljoen (1909) en het Sint Annapaviljoen (1925). In de loop der jaren zijn er veel verbouwingen en uitbreidingen geweest, waaronder de hoogbouw van het beddenhuis (1971). Ten behoeve van een nieuw hoofdgebouw (2003, ontwerp Bas Molenaar, EGM architecten) werd als laatste oude gebouw het Mariapaviljoen gesloopt. Bij die nieuwbouwoperatie werd ook een ondergrondse parkeergarage aangelegd en werd een nieuwe kapel gebouwd in romaanse stijl.
In 1966 werd een dependance aan de Jan Tooropstraat in de Westelijke Tuinsteden in Amsterdam-West in gebruik genomen, het Sint Lucas Ziekenhuis. Dat ziekenhuis werd in 1982 zelfstandig.
De congregatie gaf de leiding over de verpleging in 1973 over aan niet-religieuzen. De laatste drie religieuzen gingen in 1989 met pensioen. In 1991 waren het Onze Lieve Vrouwe Gasthuis en het Prinsengrachtziekenhuis de enige overgebleven ziekenhuizen 'binnen de Ring', nadat het Binnengasthuis en het Wilhelmina Gasthuis in 1983 vertrokken waren om samen te gaan in het AMC. De door de zusters gestarte opleiding van verpleegkundigen werd voortgezet, waarbij wordt samengewerkt met het AMC.

### Prinsengrachtziekenhuis
De Vereeniging voor Ziekenverpleging nam in 1857 het gebouw aan de Prinsengracht in gebruik. Sinds de fusie met het Onze Lieve Vrouwe Gasthuis in 1994 ging het ziekenhuis door het leven als OLVG, locatie Prinsengracht. De laatste bedden werden in 1996 buiten gebruik gesteld, en tot 1 december 2014 is op de locatie Prinsengracht vooral poliklinische zorg geleverd. Eind 2014 verkocht het Onze Lieve Vrouwe Gasthuis het pand en opende een nieuwe locatie voor poliklinische zorg aan de Spuistraat.

## Nevenvestigingen
Sinds december 2014 zijn er diverse poliklinische spreekuren van het OLVG in de Spuistraat. Ook is daar een bloedlab aanwezig. Ook is er een poliklinische locatie op IJburg.

## Santeon
Het ziekenhuis is aangesloten bij de Santeon-groep, die verder onder meer Canisius-Wilhelmina Ziekenhuis (Nijmegen), het Martini Ziekenhuis (Groningen), het Medisch Spectrum Twente (Enschede en Oldenzaal), het Catharina Ziekenhuis (Eindhoven), het Maasstad Ziekenhuis (Rotterdam) en het St. Antonius Ziekenhuis in Nieuwegein omvat.

## Geboren in het Onze Lieve Vrouwe Gasthuis
- Huub Oosterhuis (1933-2023), theoloog en dichter
- Tjeerd Oosterhuis (1971), componist
- Rick van der Kroon (1977), zanger
- René Riva (1979), acteur, stripauteur en zanger

## Overleden in het Onze Lieve Vrouwe Gasthuis
- Dick Tol, voetballer, 13 december 1973
- Frank Govers, couturier, 14 januari 1997[9]
- Max Heymans, couturier, 20 september 1997[10]
- Jos Brink, acteur, entertainer 17 augustus 2007[11]
- Corstiaan de Vries, beeldend kunstenaar en tekenaar, 30 mei 2008[12]
- Kees Fens, literatuurcriticus, essayist en letterkundige, 14 juni 2008[13]
- Robert Jasper Grootveld, kunstenaar, Rookmagiër, 26 februari 2009[14]
- Hans van Mierlo, politicus, minister van Staat, 11 maart 2010[15]
- Clark Accord, schrijver, 11 mei 2011[16]
- Gerrit Komrij, dichter, 5 juli 2012[17]
- Jeroen Willems, acteur, 3 december 2012[18]
- Fabiola (Peter Alexander van Linden), performancekunstenaar, 27 januari 2013[19]
- Johannes van Dam, culinair journalist, 18 september 2013[20]
- Koos Zwart, hoofdredacteur Aloha, cannabisactivist, 8 mei 2014[21]
- Peter Pontiac (Peter J.G. Pollmann), striptekenaar, 20 januari 2015[22]
- Jaap Buijs, muziekmanager, 28 juni 2015[23]